# 彗星星系
彗星星系（英语：Comet Galaxy）是一个螺旋星系，距离地球32亿光年，位于星系团阿贝尔2667中。它是用哈勃太空望远镜发现的。这个星系的质量比我们的银河系稍大。它于2007年3月2日被发现。

## 结构
这个独特的螺旋星系距离地球32亿光年，拥有一长串明亮的蓝色结和弥漫的年轻恒星。它以360万公里每小时（1000 公里每秒）的速度冲过阿贝尔2667星系团，因此像彗星一样露出了一条长度为60万光年的尾巴。

## 星系命运
彗星星系目前正被撕成碎片，以超过200万英里每小时的速度穿过星系团。当星系加速穿过时，其气体和恒星被星系团施加的潮汐力剥离。导致这一破坏过程的还包括星系团的热气体等离子体的压力，其温度高达1亿度。科学家估计这个转变过程的总持续时间接近10亿年。现在在哈勃图像中看到的情况大约是经过2亿年的过程。尽管彗星星系的质量略大于银河系，但它会失去所有气体和尘埃，因此无法在后期中产生恒星。它将成为一个贫气星系，拥有大量古老的红星。
在冲压压力剥离过程中，带电粒子剥离并推开坠落星系的气体，就像带电粒子的太阳风将电离气体推离彗星以形成气体尾部一样。因此，科学家们将这个伸展的螺旋称为“彗星星系”。
马赛天体物理实验室的研究合作者让-保罗·克奈布说道：“这个独特的星系距离地球32亿光年，拥有一长串明亮的蓝色结和散布的年轻恒星，它们被潮汐力和热致密气体的冲压压力驱赶走。”
哈勃拍摄的彗星星系图像表明，大质量星系团中的星系之间巨大的引力产生的相互作用会对星系的结构及其气体量造成巨大破坏。靠近星系团中心的星系受到的损害最为严重，而位于外围的星系则相对未受损害。星系碰撞会扭曲星系的形状，甚至将“无家可归的恒星”抛入星系际空间。
尽管它的质量比银河系稍大，但该星系将不可避免地失去所有气体和尘埃以及随后产生新恒星的机会，并成为一个贫气体星系，其中有大量红色恒星。这一发现揭示了富含气体的星系在数十亿年的时间里可能演化为贫气星系的过程。新的观测结果还揭示了一种形成散布在星系团中的流浪恒星的机制。
星系团集体质量施加的强大引力使其他更遥远星系的光线弯曲并扭曲了它们的形状——这种效应称为引力透镜效应。在星系团中心左侧看到的巨大的明亮香蕉形弧对应于位于星团核心后面的遥远星系的放大和扭曲图像。